# Odontochodaeus abadiei
Odontochodaeus abadiei är en skalbaggsart som beskrevs av Renaud Maurice Adrien Paulian 1959. Odontochodaeus abadiei ingår i släktet Odontochodaeus och familjen Ochodaeidae. Inga underarter finns listade i Catalogue of Life.